# Notaphus ephippium
Notaphus ephippium é uma espécie de insetos coleópteros pertencente à família Carabidae.
A autoridade científica da espécie é Marsham, tendo sido descrita no ano de 1802.
Trata-se de uma espécie presente no território português.